# Gannan (Großgemeinde)
Die Großgemeinde Gannan (chinesisch 甘南镇, Pinyin Gānnán Zhèn) ist der Hauptort des Kreises Gannan der bezirksfreien Stadt Qiqihar in der nordostchinesischen Provinz Heilongjiang. Die Fläche beträgt 456,2 Quadratkilometer und die Einwohnerzahl 83.612 (Stand: Zensus 2010).